# Charshanga
Charshanga (russisch Чаршанга, persisch چهارشنگه, auch: Carsanga, Charshangngy, Çarşaňňy, Koytendag) ist eine Stadt in der Provinz Lebap welaýaty in Turkmenistan. 1989 hatte der Ort 8.654 Einwohner.

## Geographie
Charshanga liegt auf einer Höhe von 265 m am Ufer des Flusses Amudarjas, welcher dort auch die Grenze zu Afghanistan, genauer zur Provinz Dschuzdschan, bildet. Die afghanische Stadt Qarqin liegt auf dem gegenüberliegenden Flussufer. Charshanga liegt weit im Osten der Provinz Lebap und damit auch von ganz Turkmenistan. Die Flussniederungen sind eben, am Fluss ist das Land ziemlich fruchtbar und es wird Landwirtschaft betrieben. Je weiter man sich vom Fluss entfernt, desto trockener wird es. Im Nordosten erhebt sich das Köýtendag-Gebirge markant und steigt bis zum höchsten Berg von Turkmenistan an, dem Aýrybaba (3,139 m).

### Verkehr
Durch Charshanga verläuft ein Zweig der Transkaspischen Eisenbahn, die von Samarqand in Usbekistan durch den äußersten Osten von Turkmenistan führt, dann zurück nach Termiz in Usbekistan und schließlich nach Duschanbe in Tadschikistan verläuft. Charshanga ist eine von drei Stationen dieser Eisenbahnlinie in Turkmenistan, zusammen mit Amu Darja (امو دریا) und Kirowa.
Eine Straße verbindet die Stadt mit Atamurat im Westen des Landes und mit der Grenze zu Usbekistan im Osten.

## Klima
Nach dem Köppen-Geiger-System zeichnet sich Charshanga durch ein heißes Wüstenklima mit der Kurzbezeichnung BWh aus.
Die Winter sind kühl, die Sommer sehr heiß. Niederschlag kommt nur gering und selten vor, vor allem in den Herbst- und Wintermonaten.
|                       | Jan  | Feb  | Mär  | Apr  | Mai  | Jun  | Jul  | Aug  | Sep  | Okt  | Nov  | Dez  |   |       |
| Mittl. Tagesmax. (°C) | 10   | 12,7 | 18,7 | 26,2 | 32,1 | 38   | 39,5 | 37,8 | 32,6 | 25,6 | 18,1 | 12,2 | ⌀ | 25,3  |
| Mittl. Tagesmin. (°C) | 5,2  | 7,6  | 13,1 | 20,1 | 25,5 | 30,7 | 32,1 | 29,7 | 24,2 | 17,7 | 11,5 | 7    | ⌀ | 18,8  |
|                       |      |      |      |      |      |      |      |      |      |      |      |      |   |       |
| Niederschlag (mm)     | 15,4 | 9,2  | 22,9 | 15,3 | 12,3 | 0,4  | 3,2  | 1,5  | 6,6  | 6,9  | 6,8  | 21,8 | Σ | 122,3 |

| 5,2 |

| 7,6 |

| 13,1 |

| 20,1 |

| 25,5 |

| 30,7 |

| 32,1 |

| 29,7 |

| 24,2 |

| 17,7 |

| 11,5 |

| 7 |

| 5,2 |

| 7,6 |

| 13,1 |

| 20,1 |

| 25,5 |

| 30,7 |

| 32,1 |

| 29,7 |

| 24,2 |

| 17,7 |

| 11,5 |

| 7 |